# Skandal och kärlek i Kråklunda
Skandal och kärlek i Kråklunda är en svensk stumfilm från 1922 i regi av Gösta Nohre.

## Om filmen
Filmen premiärvisades 31 december 1922 på Köhls Biografteater i Norberg. Filmen spelades in vid Klacken i Norberg av Gösta Nohre. Filmen var länge försvunnen, men återfanns 2003 och finns nu i en restaurerad kopia i Filminstitutets filmarkiv.

## Rollista i urval
- Olivia Nilsson – Isabella Örn, guvernant
- Rolf Nordlund – Max
- Knut Barr – Teofil Skönlund